# Episodi di Le strade di San Francisco (seconda stagione)

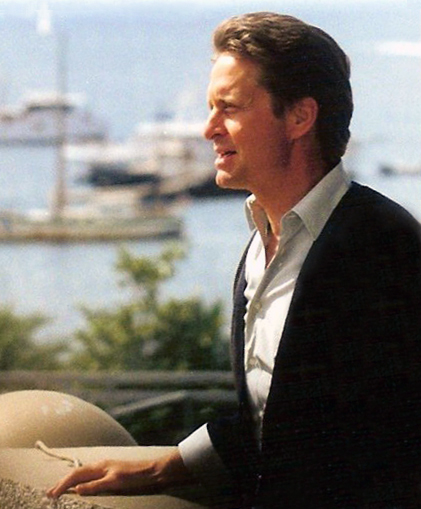
Michael Douglas a Cannes (1988)

La seconda stagione della serie televisiva Le strade di San Francisco è stata trasmessa negli Stati Uniti per la prima volta dall'emittente ABC dal 13 settembre 1973 al 14 marzo 1974 per un totale di 23 episodi.
In Italia la stagione non ha avuto una vera e propria programmazione, in quanto gli episodi, mischiati a quelli della prima stagione, sono andati in onda in prima visione da RAI 2 dal 28 febbraio 1980 (all'epoca Rai 2 si chiamava Rete 2) al 7 maggio 1984.
Molte guest-star hanno partecipato alla stagione, da Ida Lupino a Martin Sheen, Leslie Nielsen a Nick Nolte.
| nº | Titolo originale             | Titolo italiano             | Prima TV USA      | Prima TV Italia  |
| -- | ---------------------------- | --------------------------- | ----------------- | ---------------- |
| 1  | A Wrongful Death             | Una morte ingiusta          | 13 settembre 1973 | 9 aprile 1984    |
| 2  | Betrayed                     | Tradimento                  | 20 settembre 1973 | 28 febbraio 1980 |
| 3  | For the Love of God          | In nome di Dio              | 27 settembre 1973 | 13 marzo 1980    |
| 4  | Before I Die                 | Prima di morire             | 4 ottobre 1973    | 3 aprile 1984    |
| 5  | Going Home                   | Tornando a casa             | 11 ottobre 1973   | 2 aprile 1984    |
| 6  | The Stamp of Death           | Il francobollo della morte  | 18 ottobre 1973   | 5 aprile 1984    |
| 7  | Harem                        | Harem                       | 25 ottobre 1973   | 15 novembre 1981 |
| 8  | No Badge for Benjy           | Nessun distintivo per Benjy | 1º novembre 1973  | 6 aprile 1984    |
| 9  | The Twenty-Four Karat Plague | Peste a 24 carati           | 8 novembre 1973   | 31 marzo 1984    |
| 10 | Shield of Honor              | Fuga di notizie             | 15 novembre 1973  | 7 maggio 1984    |
| 11 | The Victims                  | Le vittime                  | 29 novembre 1973  | 7 aprile 1984    |
| 12 | The Runaways                 | I fuggiaschi                | 6 dicembre 1973   | 6 dicembre 1982  |
| 13 | Winterkill                   | Il vecchio                  | 13 dicembre 1973  | 2 dicembre 1982  |
| 14 | Most Feared in the Jungle    | Alla ricerca di un neonato  | 20 dicembre 1973  | 6 marzo 1980     |
| 15 | Commitment                   | Trappola                    | 3 gennaio 1974    | 27 marzo 1980    |
| 16 | Chapel of the Damned         | La cappella dei dannati     | 17 gennaio 1974   | 10 aprile 1980   |
| 17 | Blockade                     | Violenza                    | 24 gennaio 1974   | 1º gennaio 1982  |
| 18 | Crossfire                    | Tiro al bersaglio           | 31 gennaio 1974   | 4 aprile 1984    |
| 19 | A String of Puppets          | Un filo per marionette      | 7 febbraio 1974   | 29 novembre 1982 |
| 20 | Inferno                      | Incendio doloso             | 14 febbraio 1974  | 17 aprile 1980   |
| 21 | The Hard Breed               | Rodeo                       | 21 febbraio 1974  | 3 aprile 1980    |
| 22 | Rampage                      | Violenza                    | 28 febbraio 1974  | 7 gennaio 1984   |
| 23 | Death and the Favored Few    | Dopo il party               | 14 marzo 1974     | 24 aprile 1980   |

## Una morte ingiusta
- Titolo originale: A Wrongful Death
- Diretto da: Don Medford
- Scritto da: Edward DeBlasio

## Tradimento
- Titolo originale: Betrayed
- Diretto da: William Hale
- Scritto da: Mark Weingart

## In nome di Dio
- Titolo originale: For the Love of God
- Diretto da: Virgil W. Vogel
- Scritto da: Rick Husky

## Prima di morire
- Titolo originale: Before I Die
- Diretto da: William Hale
- Scritto da: Albert Ruben

## Tornando a casa
- Titolo originale: Going Home
- Diretto da: Robert Day
- Scritto da: Jack B. Sowards

## Il francobollo della morte
- Titolo originale: The Stamp of Death
- Diretto da: Seymour Robbie
- Scritto da: Robert I. Holt

## Harem
- Titolo originale: Harem
- Diretto da: Virgil W. Vogel
- Scritto da: John D.F. Black